# Team Friis ABC ACR
Team Friis ABC ACR er et dansk cykelhold for kvinder, som fra 2021 kører som et DCU Elite Team. Holdet blev oprettet på baggrund af Arbejdernes Bicycle Club Københavns kvindeafdeling “Seje Sild Cykler”.
Fra starten af 2024-sæsonen blev holdet fusioneret med ACR Women Elite, og Amager Cykle Ring blev derefter den anden moderklub for holdet.

## Holdet

### 2025
| Trup 2025                  | Trup 2025        | Trup 2025                                 | Trup 2025 |
| Rytter                     | Fødselsdag       | Seneste hold                              |           |
| -------------------------- | ---------------- | ----------------------------------------- | --------- |
| Amalie Kvist Nybroe        | 16. februar 1998 | Arbejdernes Bicykle Club (2020)           |           |
| Silje Weitze Antvorskov    | 12. oktober 2004 | Holbæk Cykelsport (2024)                  |           |
| Caroline Kirk Schad        | 1. april 1997    | ACR Women Elite (2023)                    |           |
| Anna Margrethe Hansen      | 6. marts 2006    | Team Rytger Carl Ras (2024)               |           |
| Johanna Clausen Koerner    | 9. november 1997 | Aarhus Studenternes Cykelklub (2021)      |           |
| Kathrine Olivia Madsen     | 13. februar 2001 | ACR Women Elite (2023)                    |           |
| Agnes Bøg                  | 28. januar 2000  | Arbejdernes Bicycle Club København (2023) |           |
| Maja Winther Brandt Heisel | 23. oktober 1993 | Ordrup Cycle Club (2021)                  |           |
| Christina Bragh Lorenzen   | 8. december 1995 | Arbejdernes Bicykle Club (2020)           |           |
| Marita Jensen              | 6. juli 1991     | Arbejdernes Bicykle Club (2020)           |           |
|                            |                  |                                           |           |
| Kilde: ProCyclingStats     |                  |                                           |           |

#### Sejre
| 29. mar. | Bording Cup Ladies, 1. etape | Marita Jensen |

### 2024
| Trup 2024                  | Trup 2024        | Trup 2024                                 | Trup 2024 |
| Rytter                     | Fødselsdag       | Seneste hold                              |           |
| -------------------------- | ---------------- | ----------------------------------------- | --------- |
| Maja Winther Brandt Heisel | 23. oktober 1993 | Ordrup Cycle Club (2021)                  |           |
| Melanie Brunhofer          | 23. maj 1991     | ACR Women Elite (2023)                    |           |
| Agnes Bøg                  | 28. januar 2000  | Arbejdernes Bicycle Club København (2023) |           |
| Johanna Clausen Koerner    | 9. november 1997 | Aarhus Studenternes Cykelklub (2021)      |           |
| Christina Bragh Lorenzen   | 8. december 1995 | Arbejdernes Bicykle Club (2020)           |           |
| Kathrine Olivia Madsen     | 13. februar 2001 | ACR Women Elite (2023)                    |           |
| Amalie Kvist Nybroe        | 16. februar 1998 | Arbejdernes Bicykle Club (2020)           |           |
| Caroline Kirk Schad        | 1. april 1997    | ACR Women Elite (2023)                    |           |
|                            |                  |                                           |           |
| Kilde: ProCyclingStats     |                  |                                           |           |

#### Sejre
| 1. apr.  | 3 Dage i Nord - Campione Cup | DCU licensløb | Maja Winther Brandt Heisel |
| 6. apr.  | #HurtigJoakimLøbet           | DCU licensløb | Caroline Kirk Schad        |
| 16. jun. | Bording Cup Ladies, 3. etape | DCU licensløb | Christina Bragh Lorenzen   |
| 8. sep.  | Bording Cup Ladies, 4. etape | DCU licensløb | Maja Winther Brandt Heisel |
| 6. okt.  | Bording Cup Ladies           | DCU licensløb | Christina Bragh Lorenzen   |

### 2023
| Trup 2023                   | Trup 2023        | Trup 2023                            | Trup 2023 |
| Rytter                      | Fødselsdag       | Seneste hold                         |           |
| --------------------------- | ---------------- | ------------------------------------ | --------- |
| Maja Winther Brandt Heisel  | 23. oktober 1993 | Ordrup Cycle Club (2021)             |           |
| Marita Jensen               | 6. juli 1991     | Arbejdernes Bicykle Club (2020)      |           |
| Johanna Clausen Koerner     | 9. november 1997 | Aarhus Studenternes Cykelklub (2021) |           |
| Marie-Louise Hartz Krogager | 21. juni 1989    | Ordrup Cycle Club (2021)             |           |
| Christina Bragh Lorenzen    | 8. december 1995 | Arbejdernes Bicykle Club (2020)      |           |
| Julie Nielsen Maribo        | 9. februar 1995  | Ordrup Cycle Club (2021)             |           |
| Amalie Kvist Nybroe         | 16. februar 1998 | Arbejdernes Bicykle Club (2020)      |           |
|                             |                  |                                      |           |
| Kilde: ProCyclingStats      |                  |                                      |           |

#### Sejre
| 1. apr.  | #HurtigJoakimLøbet           | DCU licensløb | Marita Jensen              |
| 10. apr. | 3 Dage i Nord - Campione Cup | DCU licensløb | Marita Jensen              |
| 18. jun. | Uno-X Ladies Cup, 3. etape   | DCU licensløb | Maja Winther Brandt Heisel |
| 10. sep. | Uno-X Ladies Cup, 4. etape   | DCU licensløb | Julie Nielsen Maribo       |
| 1. okt.  | Uno-X Ladies Cup, 5. etape   | DCU licensløb | Marita Jensen              |
| 1. okt.  | Uno-X Ladies Cup             | DCU licensløb | Marita Jensen              |

### 2022
| Trup 2022                   | Trup 2022         | Trup 2022                            | Trup 2022 |
| Rytter                      | Fødselsdag        | Seneste hold                         |           |
| --------------------------- | ----------------- | ------------------------------------ | --------- |
| Madelene Andersson          | 4. marts 1998     | Arbejdernes Bicykle Club (2020)      |           |
| Josephine Hansen            | 18. december 1991 | Arbejdernes Bicykle Club (2020)      |           |
| Marita Jensen               | 6. juli 1991      | Arbejdernes Bicykle Club (2020)      |           |
| Johanna Clausen Koerner     | 9. november 1997  | Aarhus Studenternes Cykelklub (2021) |           |
| Christina Bragh Lorenzen    | 8. december 1995  | Arbejdernes Bicykle Club (2020)      |           |
| Amalie Kvist Nybroe         | 16. februar 1998  | Arbejdernes Bicykle Club (2020)      |           |
| Maja Winther Brandt Heisel  | 23. oktober 1993  | Ordrup Cycle Club (2021)             |           |
| Julie Nielsen Maribo        | 9. februar 1995   | Ordrup Cycle Club (2021)             |           |
| Marie-Louise Hartz Krogager | 21. juni 1989     | Ordrup Cycle Club (2021)             |           |
| Anne Holm (1. jan.–3. jun.) | 9. juli 1999      |                                      |           |
|                             |                   |                                      |           |
| Kilde: ProCyclingStats      |                   |                                      |           |

### 2021
| Trup 2021                | Trup 2021          | Trup 2021                       | Trup 2021 |
| Rytter                   | Fødselsdag         | Seneste hold                    |           |
| ------------------------ | ------------------ | ------------------------------- | --------- |
| Madelene Andersson       | 4. marts 1998      | Arbejdernes Bicykle Club (2020) |           |
| Josephine Hansen         | 18. december 1991  | Arbejdernes Bicykle Club (2020) |           |
| Marita Jensen            | 6. juli 1991       | Arbejdernes Bicykle Club (2020) |           |
| Rebecca Koerner          | 22. september 2000 | Arbejdernes Bicykle Club (2020) |           |
| Christina Bragh Lorenzen | 8. december 1995   | Arbejdernes Bicykle Club (2020) |           |
| Charlotte Nobel          | 19. april 1967     | Arbejdernes Bicykle Club (2020) |           |
| Amalie Kvist Nybroe      | 16. februar 1998   | Arbejdernes Bicykle Club (2020) |           |
| Tine Rishøj              | 28. april 1965     | Arbejdernes Bicykle Club (2020) |           |
|                          |                    |                                 |           |
| Kilde: ProCyclingStats   |                    |                                 |           |

#### Sejre
| 18. apr. | DCU Ladies Cup, 1. etape | Marita Jensen |
| 12. jun. | DCU Ladies Cup, 2. etape | Marita Jensen |
| 3. okt.  | DCU Ladies Cup, 4. etape | Marita Jensen |
| 3. okt.  | DCU Ladies Cup           | Marita Jensen |